# 盤外戦
盤外戦（ばんがいせん）とは、ボードゲームにおいて、盤上の勝負とは別に、対局前や対局中に行われる心理戦のことを指す。

## 概要
主として、対局中の行動によって相手の集中力を妨げたり、心理的なプレッシャーを与えたり、対局の前に苦手意識や劣等感を植え付けたりして、勝負で優位に立つ手法がある。このような心理戦は、軍事や外交、ビジネスでの交渉でみられるものと類似している。
通常ボードゲームは頭脳スポーツであり、対局における技術・技能の優劣が勝負を大きく支配する。特に将棋や囲碁などの二人零和有限確定完全情報ゲームなどは運が関係しないため、純粋に頭脳の戦いとなるが、これとは別に相手の思考や判断を、妨害したり弱体化させることで、結果として自分が優位になるように図るのが盤外戦の基本である。
例としては、封じ手を嫌っている相手に封じ手をさせるため時間直前に手番を渡す、冷暖房を極端にしたり席の位置にクレームをつける、ささやき戦術や戦法予告をするなどがあげられる。将棋棋士七段で将棋ライターの河口俊彦は「こういう時はなんであれ自分の言い分を通した方が勝ち」と述べている。囲碁では藤沢秀行が晩年のインタビューで「あの頃（藤沢と坂田栄男がタイトル戦でしのぎを削っていた頃）は相手を怒らせるのも勝負の内だった」と語っており、棋力が拮抗した者同士での対局では、優位を得るための方法として重要視されている。
その一方で、盤外戦の応酬によって対局が妨害されるのを防止するため、相手の集中を削ぐ行為（対局中に呟く、扇子などを開閉する等）の禁止を明文化している団体（国際チェス連盟）もある。
もっとも、下記のとおり盤外戦は対局中だけのものではなく、長期間にわたって同じ相手と何度も対戦する頭脳競技の世界では対局場以外や私生活まで盤外戦の場となることがある。河口が著作で触れた例では、「金に困って対局料の前借りを申し込みその引け目から経理担当理事に勝てなくなった棋士が居た」という。

## 将棋
公式戦を管轄する日本将棋連盟には、盤外戦について明文化された罰則などはない。そもそもこれが盤外戦であると明確化されなければ、罰則が設定できない。
第3期名人戦第1局、木村義雄と神田辰之助の一戦で、神田有利で迎えた終盤で神田の秒読みの時間が切れそうになった。当時はタイトル戦でもそう厳密ではなかったが、木村は12歳年長の神田に「君！時間だよ！」と一喝、とっさに指した手が大悪手で神田の逆転負けとなった。七番勝負は4-0で木村の勝ち。
第7期名人戦挑戦者決定戦の「高野山の決戦」では、A級1位だった升田幸三が塚田正夫への挑戦者で当然だったが、名人戦を当時主催していた毎日新聞社は、自社の嘱託棋士であったB級1位の大山康晴を強引に参画させるため、突然A級上位3名とB級1位のプレーオフで名人戦挑戦者を決める変則を実施した。朝日新聞社の嘱託棋士であった升田には対局の日程も場所も事前に通知は無かった一方で、毎日新聞社は大山には高野山への豪勢な送迎をしていた。しかも、十二指腸の具合がよくなかった升田は温暖な場所での対局を依頼していたにもかかわらず、毎日新聞社は寒冷な高野山を選んだ。
名人戦の主催社が朝日新聞社に移行して以降は、升田幸三が勝てば役員総出で大宴会になり、大山康晴が勝ったらそのまま全員帰った、大山が升田に敗れればカメラマンが何度も投了の瞬間を再現するようせまったなどの逸話が伝えられている。
ルールとして禁止されているわけではないが、二上達也のように盤上での勝負にこだわり、盤外戦を行わなかった棋士も存在する。また戦後生まれの棋士やネット中継される棋戦が増えるに従って、語りぐさになるような派手な盤外戦は見られなくなっており、佐藤天彦によれば、21世紀の将棋界では盤外戦は「やるべきでない」ものとなっているという。

### 大山康晴
第一人者となった後の大山康晴は、自身がトップに立ち続けるために、相手に屈辱感やコンプレックスを徹底的に植え付ける、非情なまでの勝負至上主義であった。
- 盤上で勝勢になっても、一気に寄せずに長手数の対局で相手をいたぶり、じっくり時間をかけて心理的な屈辱と無力感を与えた[1]。たとえば、第19期名人戦では、挑戦者の加藤一二三は第1局で1勝した後の第2・3・4局で3連敗してカド番を迎えたが、第5局にて大山は千日手指し直しを含めて一気に勝ちを決めずになぶり殺すようにして、加藤の潜在意識に屈辱と無力感を徹底的に刷り込んだ。
- 名人戦や王将戦では1日目の終了を自分の好きなタイミングで切り上げ、旅館に呼んでいた大山一派と対局者を徹夜麻雀に誘い、自分は途中で部屋に帰り休んでいた。
- 通称高野山の決戦とも言われる有名な一局、升田幸三と大山康晴の名人挑戦者決定戦。この年の順位戦で升田はA級順位戦を1位で終え、名人への挑戦権を手にするはずだった。しかし、その時の異例のルールで急遽”A級上位3人とB級の一位の合計4人でプレーオフを行う”ことになる。その時のB級1位は大山。そして、勝ち上がった升田と大山が挑戦者決定戦三番勝負を戦うことになる。その当時、十二指腸の具合が良くなかった升田はせめて暖かいところでの対局を希望していた。しかし、升田のもとに対局通知が届いたのは対局の前日。さらに2月の雪が舞う寒い高地”高野山”での対局となっていた。高野山は和歌山県にあり、升田は急いで大阪から高野山に向かう。事前に通知をもらっていた大山は対局日の二日前に悠々と現地入り。結果は升田が終始優勢を築くも最後は大逆転で大山勝ち。当時の観戦記には「升田の顔色は外に舞う雪のように真っ青だった」と書かれている。これは当時の主催者である毎日新聞社と大山との共謀だったと言われている。
- 相手が長考に入ると、相手の視線を狙って脇に挟んだ扇子を回して集中力を妨げるなどのテクニックもあったほか、他の者と雑談をし始めるということも多かった[3]。
- 河口俊彦は「別冊NHK将棋講座　もう一度見たい！伝説の名勝負」に寄稿した中で、「大山は催眠術を使っている、という説があって、森雞二や田中寅彦は本気で信じていたようだった。まさかと思ったが実際に対局してみると森や田中の気持ちがわかった」と書いている。ただし、河口は催眠術の正体について「今思い返すと、催眠術にかけられたわけではなく大山の威圧感に圧倒されたのである」といっている[4]。なお、森と田中は対局直前の剃髪などの行動や発言など自分を奮い立たせたりする言動などが盤外戦とみられてしまうこともしばしばである。
- 二上達也に対しては、全盛期の大山に二上がタイトル挑戦してきたことで二上に目をつけた。二上自身は盤外戦を全くやらなかったので、対比としても語られることが多いエピソードである。
  - タイトル戦の前夜祭で、「たつやたちまち撃滅の」で始まる大東亜決戦の歌を歌った[5]。
  - 二上は詰将棋作家でもあったが、対局中に記録係が詰将棋の本を手にしていると、大山は「詰将棋なんかは何の役にも立たないよ」と罵って、対局相手の二上の神経を逆撫でた[3] 。
  - 日本将棋連盟会長であった大山は、徹底的にパワーハラスメントで当時理事を務めた二上をいたぶった[1]。
- 米長邦雄対内藤國雄のタイトル戦を「あんなのは二軍戦だよ」と大山康晴は言い捨てたことを、大山没後の対談集で語っている[6]。
- 大山康晴は、花村元司を破った対局後に「花ちゃん、あんたは所詮素人だもんね」と、真剣師からプロ棋士に転向した花村に痛烈な言葉を浴びせた。
- 中原誠は大山の盤外戦術が通じなかった一人であった。
  - 河口俊彦は「大山と中原が棋界関係者とゴルフに行き、旅館に着いた時、『飯を食って麻雀をしよう』と大山が言い出した、大山の言うことなのでみんな嫌々飯の準備をしていると最後に現れた中原が『なんで風呂に入らないんですか？そんな手はないですよ』と言い出し、やれうれしやと皆中原について風呂へ、大山は一人宴会場に取り残された」という逸話を紹介している[1]。
  - 中原との王位戦で、対局の見学者のためとして、盤の向きを変えようと主張したことがある[3]。
  - 中原誠に名人位を奪われても、「十五世名人」の称号ではなく「大山名人」と呼ぶように相手に強いた。
- 小学生名人戦で羽生善治が優勝したとき、谷川浩司が「このまま頑張れば、プロになるのも夢ではない」と羽生を讃えて励ましたのに対して、大山康晴は「数年後は谷川君を目標にタイトルを争っているでしょう」と言い放ち、谷川は恥辱を受けて顔が引きつるだけだった[7]。ただし、この7年後の1988年度NHK杯で羽生は大山や谷川らを破って優勝しているので、予言としては大山の発言は当たっている。
- 羽生善治がまだ駆け出し（C1級で高校に通学中）の頃に、大山康晴との対戦（1988年5月第38期王将戦二次予選）の前後に過密スケジュールを大山に組ませられ、しかも大山は途中で対局を一時中断すると羽生を青森県百石町まで連れ出し、そこで対局の再開を強いた上に後援会の宴席まで出席を強要した[注 1]。
- 大山康晴対羽生善治の対局で、大山が優勢な局面で羽生があっさり投了した。投了のタイミングの早さに対局解説の島朗も驚くほどだった。長手数でじっくりいたぶる盤外戦術をかわされたことで、大山は不機嫌になり米長邦雄が勧めても感想戦を行わなかった。
- 1991年、ガンが再発して手術する直前に指した順位戦の対有吉道夫戦では、弟子の有吉に対し対局前の雑談の際に「ガンが再発したので今度手術する」と告げた。もっとも、将棋自体は有吉が勝っているが、その後大山は、本来なら入院中で不戦敗になるはずの次の対局を「入院前に繰り上げて指したい」と将棋連盟に申し入れ、その繰り上げ対局はきっちり勝っている[1]。

### その他有名棋士たちの盤外戦術
米長邦雄は、1990年（1989年度）の第39期王将戦で挑戦者となったとき、「横歩も取れないような男に負けては御先祖様に申し訳ない」と新聞紙上でコメントし、横歩取り戦法をほとんど指さなかった南芳一王将（当時）を挑発した。すると、南は対局で横歩を取った。ちなみに、この七番勝負では2局が横歩取りとなり、1勝1敗であったが、七番勝負は米長が勝っている。ただし、米長は、後年「盤外戦術は不利な方がやると相場が決まっている。そんなものをしかけてしまっては、不利と焦りを認め、相手に自信を付けさせるだけでかえって損」と語っている。
加藤一二三は、しきりと対局条件に注文をつけることで有名で、盤駒の交換申出から冷暖房の調子、果ては「（第28期王将戦、箱根・天成園での対局で）庭園の人工滝の音がうるさいから止めてほしい」と言ったことがある。また、先に対局場にきて何も気にせず上座に座る、対局中にも空咳、空打ち、相手の背後に回って相手の視点から局面を見る(これに関しては『相手の視点から指し手を考える』という合理的な行動である)、などの奇行が多い。これが意図的な盤外戦なのか単に神経質なだけなのかは不明だが、これらを気に病んだ棋士が日本将棋連盟の理事会で「加藤の奇行をやめさせろ」と提起したことがある。なお、加藤本人は、「ストーブにしろエアコンにしろ盤の位置にしろ、どっちでもいいじゃないかと思われるかもしれない。でも、勝負師としてそこで譲ってしまってはいけない。自分の主張を通そうとするのは『絶対に勝つんだ』という強い意識の表れで、引いてしまったら上下関係が決してしまう。勝負師たるもの、盤外戦ととられようと主張すべきところは絶対に主張すべき」と述べている。
中原誠は、大山ほどは盤外戦は使わなかったが、終盤で勝ちを読み切るとトイレに立つという習慣があった。これには環境を変えて読み直しを行うことでポカを防ぐという意図があったが、この習慣が他の棋士に知れ渡るにつれて、中原が終盤でトイレに立つだけで戦意を半ば喪失する対戦相手も少なくなかった。また、米長邦雄との対局時、本来誰にも知られてはいけないはずの「封じ手」を行う際に、あろうことか対局相手である米長に対し、「△4六角を△3七角成とするにはどう書いたらいいか」と尋ねた。
藤井猛は、2000年度の第59期順位戦B級1組で郷田真隆・三浦弘行とA級への昇級枠2つを巡って争っていたが、最終戦を前にして郷田・三浦は勝てば昇級となるのに対して、藤井は自分が勝った上で郷田・三浦のどちらかが負けないと昇級にならないという状況であった。そんな中最終戦の対局日を迎えたが、折しも将棋会館では王座戦も予定されており、王座戦2局を特別対局室で、順位戦B級1組の5局を大広間で行う予定となっていた。ここで藤井が「2人の前では指したくない。特別対局室で指したい」と主張し、その通りに部屋が変更された。対局結果は藤井が勝利、三浦と郷田はどちらも敗北となり、藤井はA級入りを決めた。河口俊彦はこれを、「言いたいことを、はっきり言った者が勝ち、変に我慢した方が負ける」と評している。

## 囲碁
1963年の第2期名人戦挑戦手合第6局では、挑戦者の坂田栄男が封じ手の定刻間際に着手したが、封じ手が嫌いな自分に手番を渡す露骨な行為に怒った藤沢秀行は即次の手を打った。しかし坂田も即着手し、藤沢に封じ手を打たせた。この心理戦に動揺した藤沢はこの封じ手で悪手を打ってしまい、この碁を落とした。次の第7局では、藤沢が定刻数秒前に打って坂田に封じ手をさせることに成功したが、結局この碁にも敗れ、名人を失う結果となった。

## チェス
国際チェス連盟が管轄する公式な大会では、中立的な立場のアービター達が、対局中の盤外戦について監視を行っている。
かつては頻繁に引き分けの申請をするなど、相手の思考を妨害する行為が野放しであったため、現在では「どのような方法であっても、対局者を動揺させる行為は禁止」と規則に明文化されており、間違った指し手や時間切れの指摘、引き分けの申し出以外に相手に話しかけることも禁止している。引き分けの申し出についても、自分が不利な局面で何度も申し出るなど、アービターが妨害行為と判断すれば、反則負けとなる。
2006年にはウラジーミル・クラムニクが対局中に頻繁にトイレに立つため、相手陣営から不正行為（ソフトによるカンニング）の疑いがあるとしてクレームを受けるなど、近年では対局中の挙動や服装についても厳しくなっている。

## 麻雀
競技麻雀の主要な団体の競技規則では盤外戦について明文化された罰則などはない。このため、長考や小手返し、強打のようにフリー雀荘ではマナー違反とされる行為が放置されていることもあるが、不必要な私語の禁止のように暗黙の了解となっている事項もある。
Mリーグでは過度なため息やぼやきなど、相手を惑わす可能性がある行為がルールで規定され、違反者にはペナルティが与えられる。